# Liviu Rebreanu

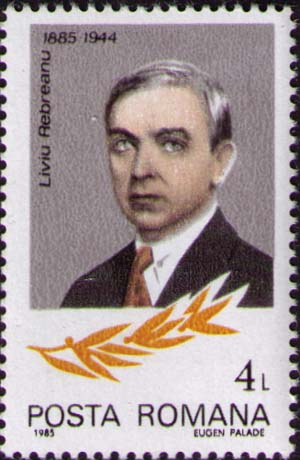
Briefmarkenausgabe zum 100. Geburtstag von Rebreanu (Rumänien 1985)

Liviu Rebreanu (geboren 27. November 1885 in Târlișua, Nordsiebenbürgen, Österreich-Ungarn (heute: Kreis Bistrița-Năsăud); gestorben 1. September 1944 in Valea Mare bei Pitești) war ein rumänischer Schriftsteller, Dramatiker und Journalist.

## Leben
Liviu Rebreanu war eines von dreizehn Kindern eines rumänischen Dorfschullehrers. Seine Kindheit verbrachte er in Maieru. In Bistrița besuchte er das Deutsche Gymnasium. Im Ersten Weltkrieg war er Soldat der ungarischen Armee. Sein ebenfalls eingezogener Bruder Emil wurde als Deserteur und Spion hingerichtet.
Rebreanu war unter anderem auch Direktor des Nationaltheaters Bukarest in den 1940er Jahren. Rebreanu nahm am nationalsozialistischen Weimarer Dichtertreffen 1941 teil und erhielt den Verdienstorden vom Deutschen Adler mit Stern.

## Romane
- Ion (1920), dt. Mitgift. Verlag Volk und Welt, Berlin 1969
- Pădurea spânzuraților (1922), dt. Der Wald der Gehenkten, aus dem Rumänischen von Valentin Lupescu. Verlag Volk und Welt, Berlin 1966
  - Der Wald der Gehenkten. Roman. Übersetzung Georg Aescht. Nachwort Ernest Wichner. Paul Zsolnay Verlag, Wien 2018. ISBN 978-3-552-05903-0.
- Adam și Eva (1925)
- Ciuleandra (1927); dt.: Madeleine. Cluj Napoca: Dacia, 1975
- Crăișorul (1929)
- Răscoala (1932), dt.: Der Aufstand. Wiener Verlagsgesellschaft, Wien 1942; Verlag Volk und Welt, Berlin 1962
- Jar (1934)
- Gorila (1938)
- Amândoi (1940)